# Luigi Sepe
Luigi Sepe, né le 8 mai 1991 à Torre del Greco, est un footballeur italien qui évolue au poste de gardien de but à l'US Salernitana.

## Biographie
Lors de la saison 2015-2016, il joue six matchs en Ligue Europa avec le club de la Fiorentina.